# Потала (храм)
29°39′28″ пн. ш. 91°7′1″ сх. д. / 29.65778° пн. ш. 91.11694° сх. д.
Палац Потала (тиб. པོ་ཏ་ལ; вайлі: Po ta la; тиб. пін.: Bodala; кит.: 布达拉宫) в місті Лхаса в Тибеті — царський палац та буддійський храмовий комплекс, є основною резиденцією далай-лами.
Розташований на міському пагорбі. Загальна площа комплексу становить 260 тис. м².
Сьогодні палац Потала є унікальним музеєм, що активно відвідується туристами, залишаючись місцем паломництва буддистів та продовжуючи використовуватися в буддистських обрядах. В 1994 році разом з Джокангом внесений до списку Світової спадщини ЮНЕСКО.

## Історія

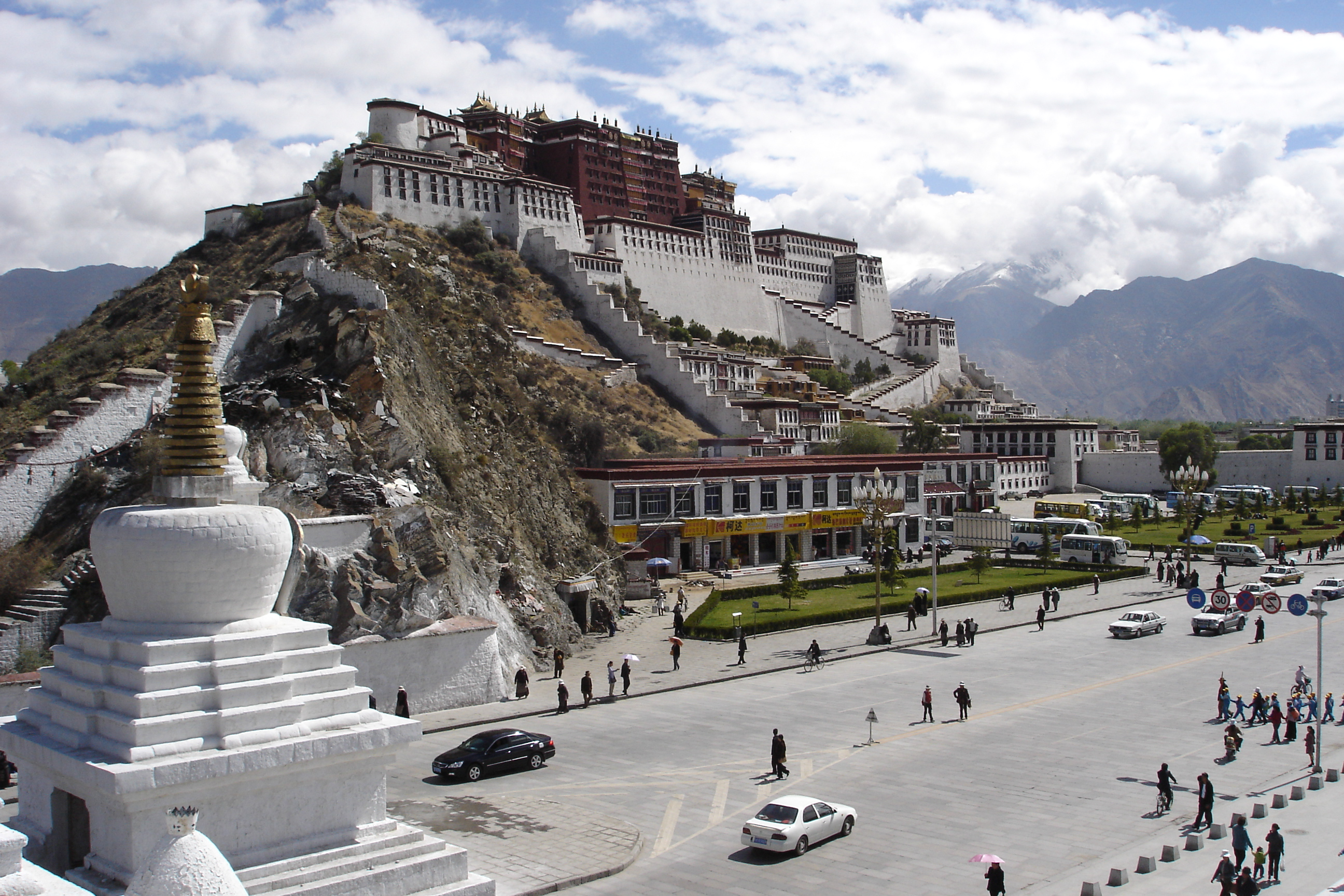

В 637 році цар Тибету Сонгцен Гампо збудував тут першу будівлю в тому місці, де він зазвичай медитував. Коли він вирішив зробити Лхасу своєю столицею, він побудував палац. Після своїх заручин з китайською принцесою Вень Чєн, розширив палац до 999 кімнат, збудував стіни та башти та вирив обвідний канал. В другій половині VIII століття в палац попала блискавка та дерев'яні будівлі згоріли, потім через міжусобні війни палац був зруйнований. Зараз збереглись лише печера Фа-Вана та зала Пабалакан.
Палац в його сучасному вигляді почав будуватися 1645 за ініціативою Далай-лами V. В 1648 році був завершений Білий палац (Потранг Карпо), а Потала стала використовуватися як зимова резиденція Далай-лам. Червоний палац (Потранг Марпо) був добудований між 1690 та 1694 роками. Назва палацу походить скоріш за все від легендарної гори Потала на якій живе бодхісаттва Ченрезі (Авалокітешвара), якого на землі представляє далай-лама.
У великому будівництві брали участь найкращі майстри того часу з Тибету, Непалу та Китаю.

## Галерея

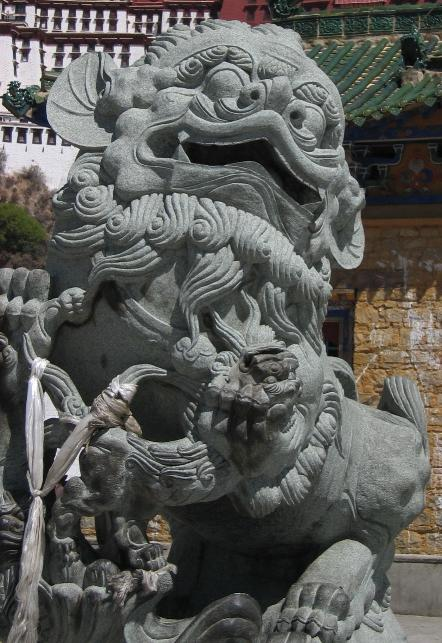
Сніжні леви
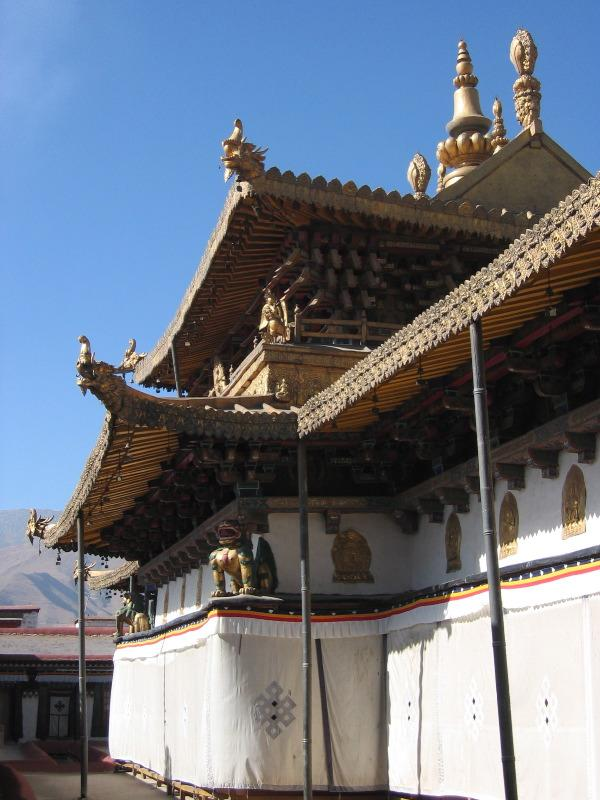
На верхній терасі
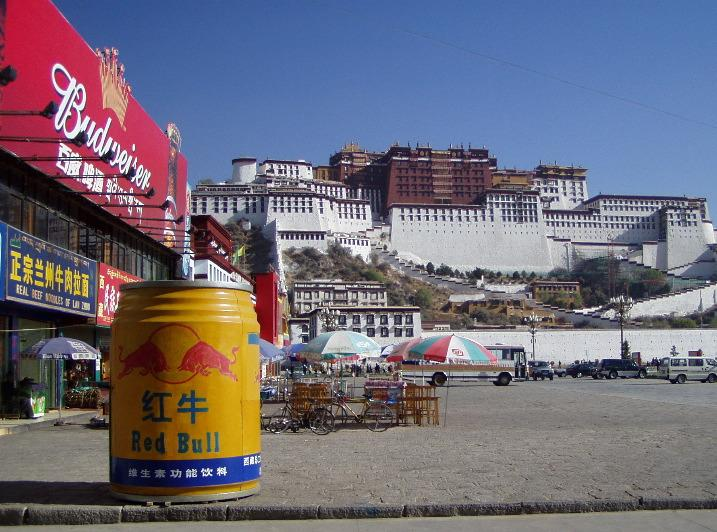
Потала та місто навколо
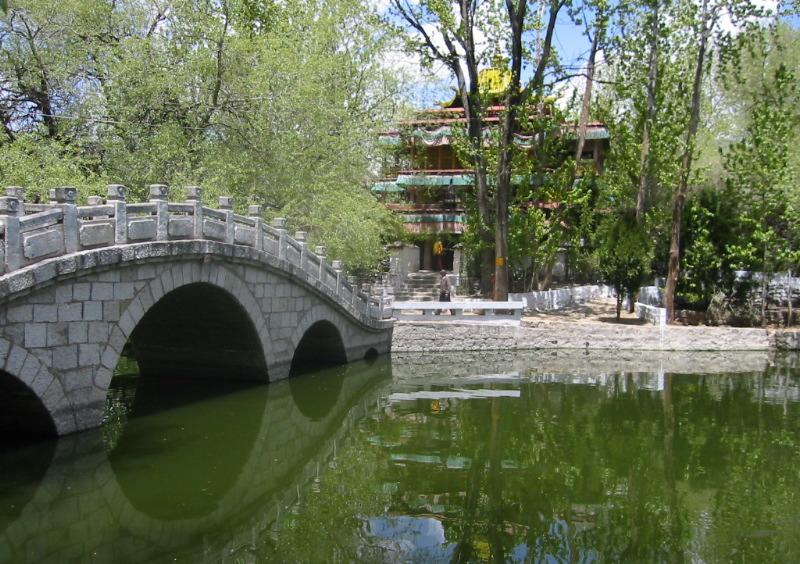
Ставок за палацом Потала (Лхукханг)
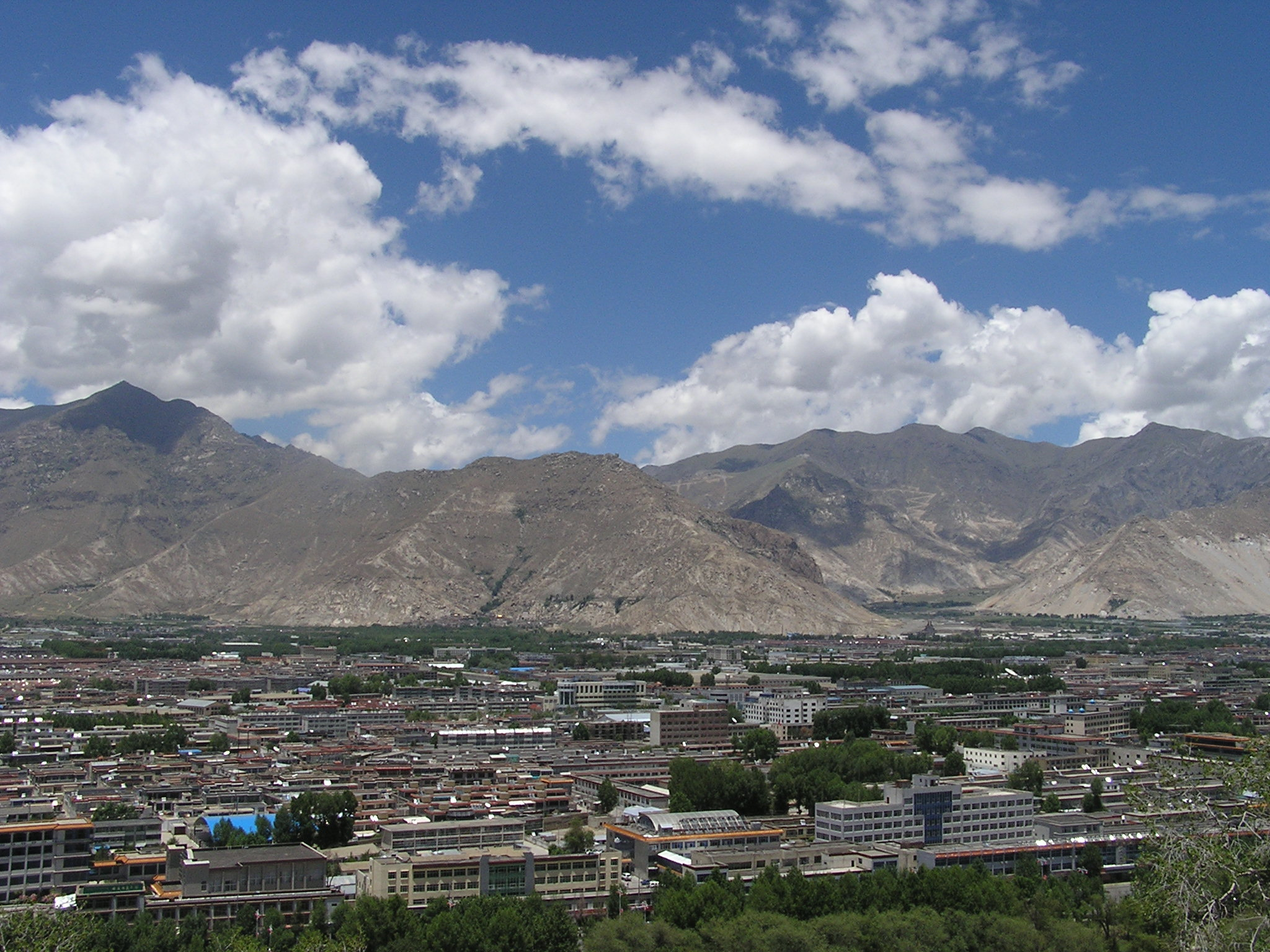
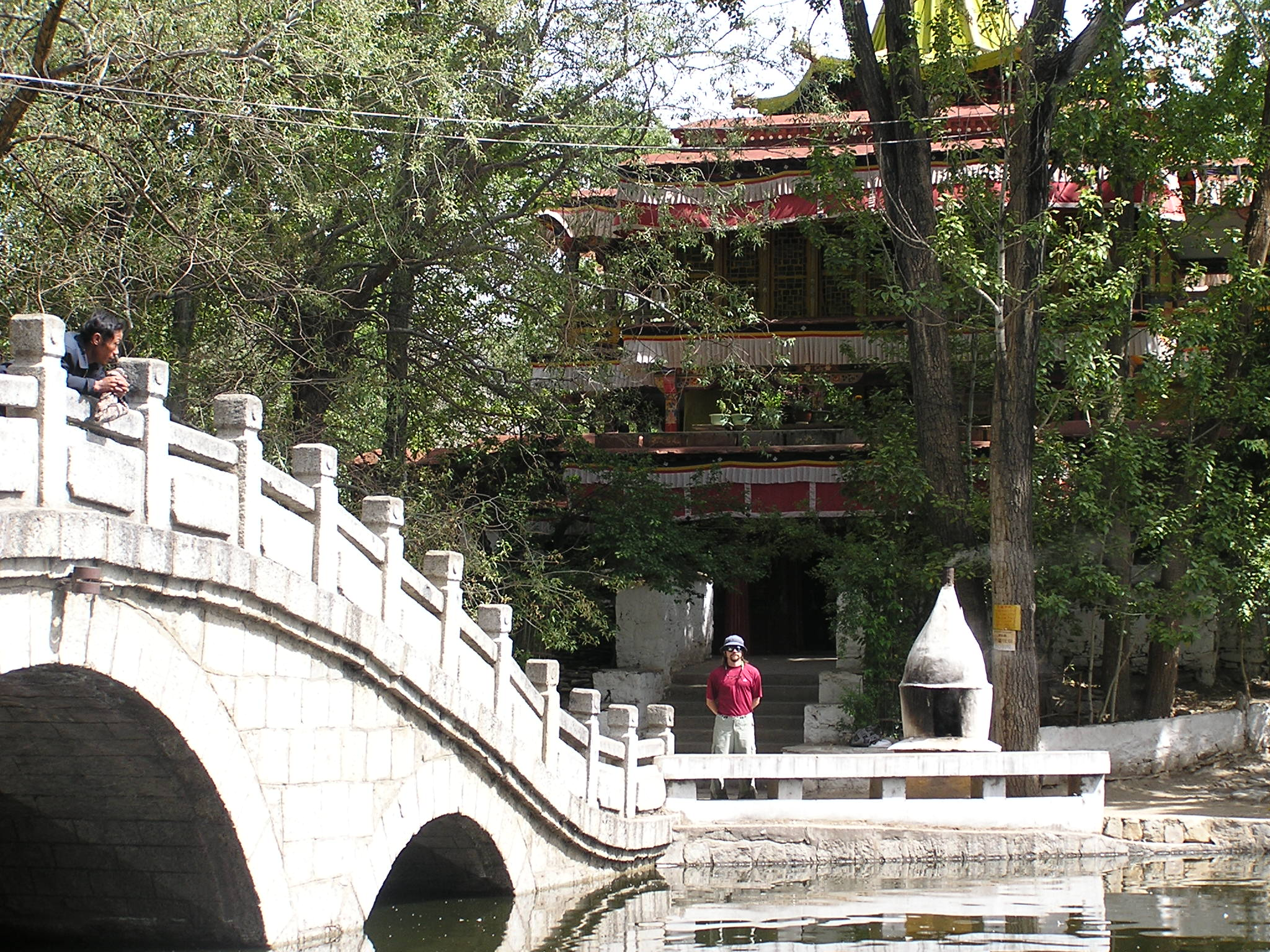
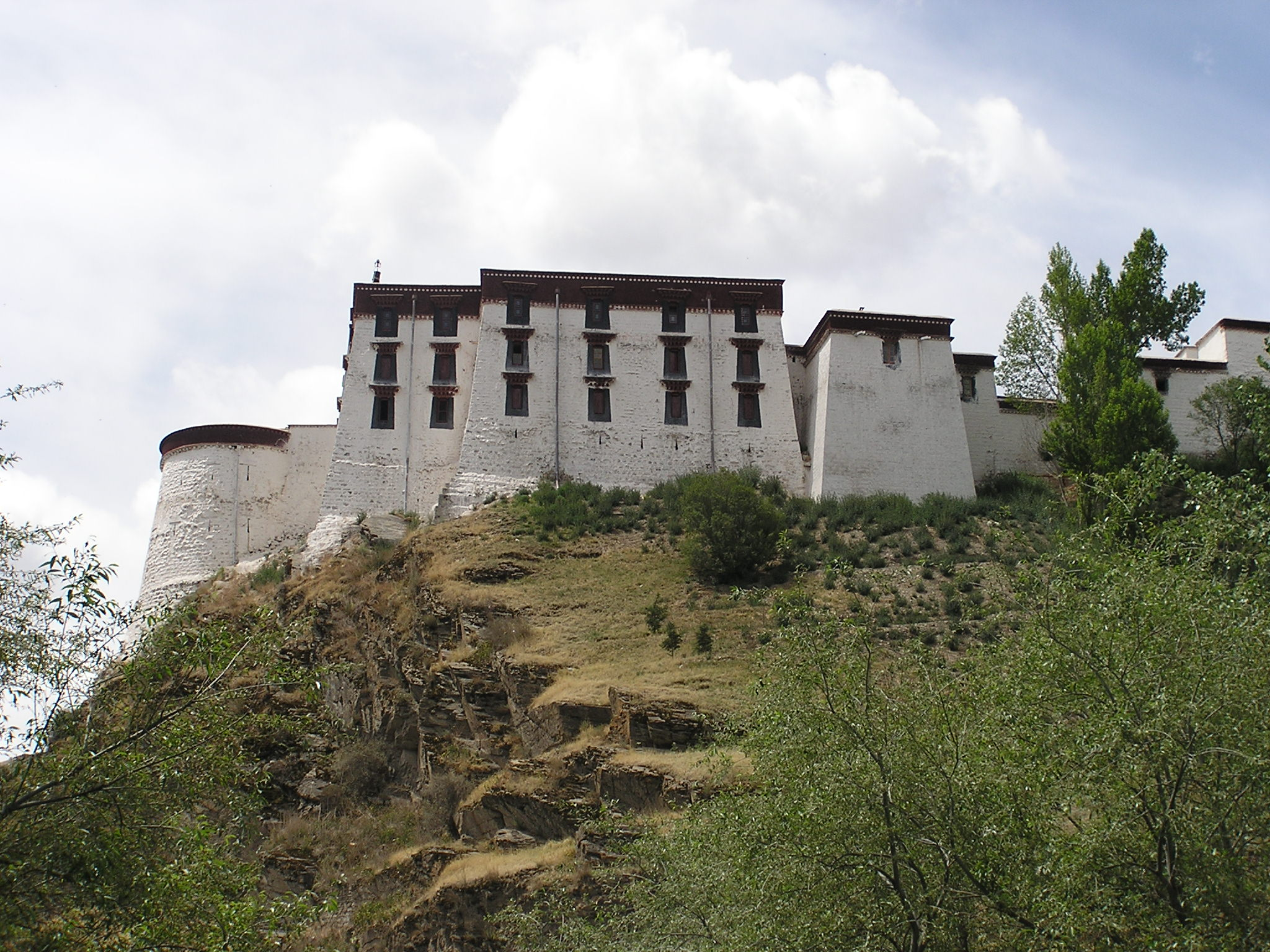
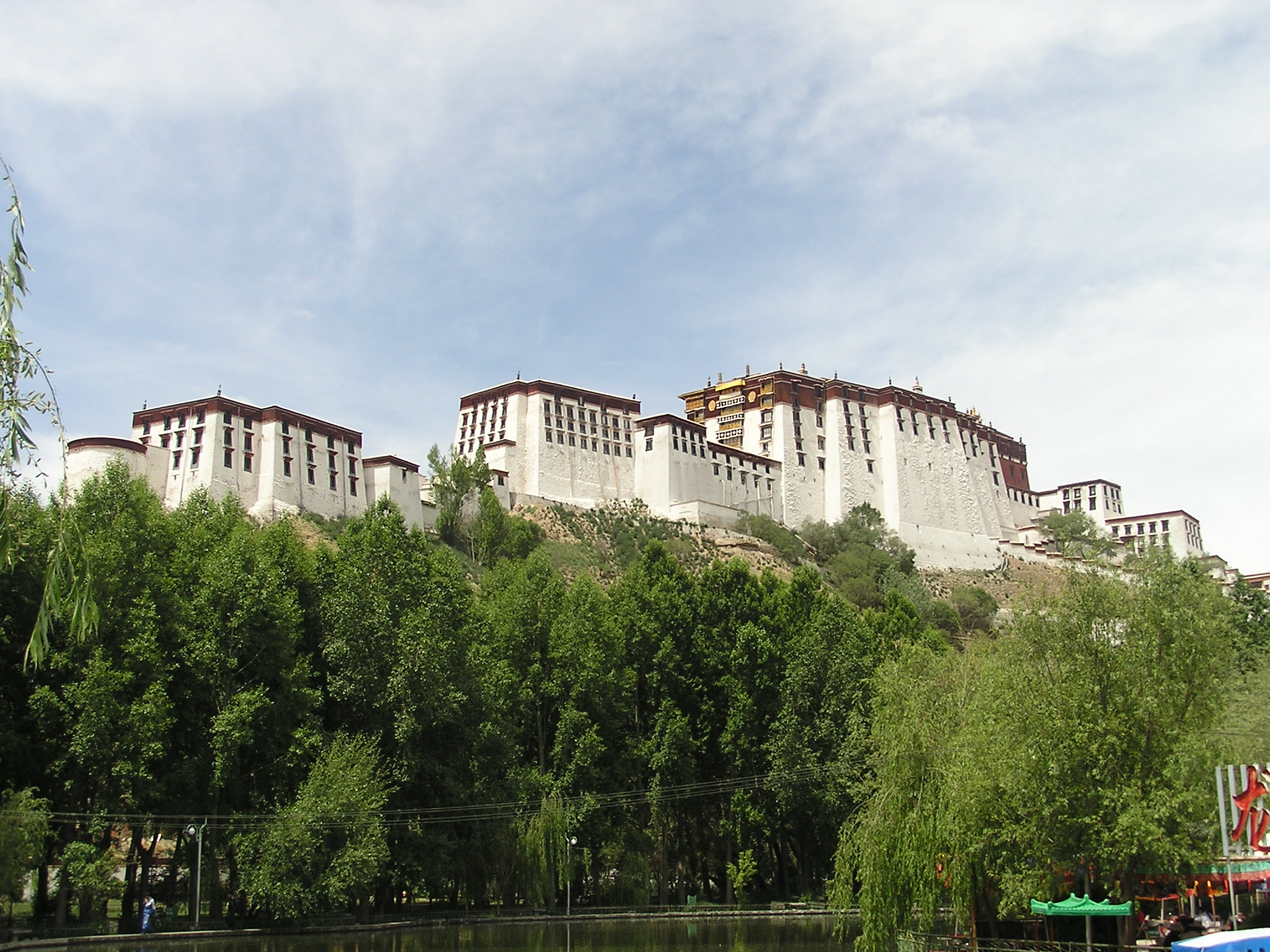